# Макарьевское сельское поселение
Макарьевское сельское поселение — муниципальное образование в составе Котельничского района Кировской области России.
Административный центр — село Макарье.

## История
Макарьевское сельское поселение образовано 1 января 2006 года согласно Закону Кировской области от 07.12.2004 № 284-ЗО. Законом Кировской области от 27 июля 2007 года № 151-ЗО в состав Макарьевского сельского поселения вошло упразднённое Куринское сельское поселение.

## Население
| 2010 | 2012  | 2013  | 2014  | 2015  | 2016  | 2017  |
| ---- | ----- | ----- | ----- | ----- | ----- | ----- |
| 1284 | ↘1221 | ↘1199 | ↘1134 | ↘1119 | ↘1073 | ↘1039 |
| 2018 | 2019  | 2020  | 2021  |       |       |       |
| ↘993 | ↘955  | ↘928  | ↘778  |       |       |       |

## Населенные пункты
На территории поселения находится 15 населённых пунктов (население, 2010):
| - село Макарье — 1033 чел.; - деревня Логиновы — 1 чел.; - деревня Оса — 27 чел.; - деревня Аникины — 23 чел.; - деревня Большой Содом — 0 чел.; - деревня Вагины — 0 чел.; - деревня Верхние Цыпухины — 0 чел.; - деревня Волковщина — 0 чел.; | - посёлок Заречный — 54 чел.; - село Курино — 111 чел.; - деревня Надеевы — 0 чел.; - деревня Нижние Цыпухины — 0 чел.; - деревня Рогачёвщина — 15 чел.; - деревня Треничи — 10 чел.; - деревня Чернятьевская — 10 чел. |